# بخش سده (قائنات)
بخش سده یکی از بخش‌های شهرستان قائنات در استان خراسان جنوبی ایران است. مرکز آن آرین شهر می‌باشد.

## جمعیت
بنابر سرشماری مرکز آمار ایران، جمعیت بخش سده شهرستان قائنات در سال ۱۳۸۵ برابر با ۱۹٬۳۳۷ نفر بوده است. بر پایه سرشماری عمومی نفوس و مسکن در سال ۱۳۹۵ جمعیت این بخش ۲۲٬۴۷۳ نفر (در ۶۰۳۴ خانوار) بوده‌است.